# István Almádi
István Almádi (n.?,?-?,după 1708, ?) a fost un scriitor și memorialist maghiar, participant activ al mișcarării politice al lui Rákóczi.